# 王一郎
王 一郎（おう いちろう、1942年5月 14日 - ）は、兵庫県神戸市出身 の実業家。北海道函館市を中心としたハンバーガーショップチェーン・ラッキーピエロの創業者である。

## 経歴
両親は神戸市で呉服商や化粧品店を営んでいた華僑。兵庫県立神戸商業高等学校卒業後、千葉で叔父の仕事を手伝う。21歳で独立して中華料理店を経営した後、27歳より函館に移住。パブを数店経営したのち、1987年にラッキーピエロ1号店・函館ベイエリア本店を開店した。看板メニューの「チャイニーズチキンバーガー」は年間55万食を超える人気を誇り、ご当地バーガーとして認知されている。経営理念は「愛を込めた社員教育とお客様主導の顧客満足型経営」。
2018年5月15日に有限会社ラッキーピエログループの社長を退任、後任に長女の未来が就任。

## テレビ出演
- 日経スペシャル カンブリア宮殿 大手に勝つ！地域No.1店のつくり方 ～熱狂ファンに愛される異色ハンバーガーチェーン～（2014年6月19日、テレビ東京）[4]

## 書籍

### 著書
- 『B級グルメ地域No.1 パワーブランド戦略』（2012年6月20日、商業界）ISBN 9784785504281
- 『美味しい、楽しい、感動があるから、お客様は来てくれる ダントツ地域No.1ハンバーガーチェーン・ラッキーピエロの独自化戦略』（2016年6月1日、ダイヤモンド社）ISBN 9784478068496